# Kaukázusi füzike
A kaukázusi füzike (Phylloscopus sindianus) a verébalakúak (Passeriformes) rendjébe, ezen belül a füzikefélék (Phylloscopidae) családjába és a Phylloscopus nembe tartozó faj. Egyes rendszerezők a csilpcsalpfüzike alfajának is tekintik, a dél-kaukázusi területeken hibrid egyedeket is megfigyeltek. 10-12 centiméter hosszú. Nyugat-Ázsia és Közép-Ázsia térségének fenyveseiben, nyírfaerdőiben, mocsaras füzeseiben költ, télen délebbre vándorol. Többnyire rovarokkal, pókokkal táplálkozik, ősszel bogyókat is fogyaszt. Májustól augusztusig költ, általában két rend fiókát nevel fel.

## Alfajai
- P. s. lorenzii (Lorenz, 1887) – a Kaukázus térségében és attól délre költ, a Perzsa-öböl környékén telel;
- P. s. sindianus (W. E. Brooks, 1880) – a Tien-san-Pamír-Altaj-Himalája hegyek térségében költ, észak-India és délkelet-Pakisztán területén telel.

## Fordítás
- Ez a szócikk részben vagy egészben  a   Mountain chiffchaff című angol Wikipédia-szócikk fordításán alapul.  Az eredeti cikk szerkesztőit annak laptörténete sorolja fel. Ez a jelzés csupán a megfogalmazás eredetét és a szerzői jogokat jelzi, nem szolgál a cikkben szereplő információk forrásmegjelöléseként.